# Dębostrów
Dębostrów (do 1945 niem. Damuster) – wieś w Polsce położona w województwie zachodniopomorskim, w powiecie polickim, w gminie Police przy granicy miasta Police, ok. 29 km na północ od centrum Szczecina. Miejscowość jest usytuowana na Równinie Polickiej na skraju Puszczy Wkrzańskiej. Przez wieś przebiega droga wojewódzka nr 114.

## Części wsi
| SIMC    | Nazwa           | Rodzaj    |
| ------- | --------------- | --------- |
| 0781003 | Jasienica       | część wsi |
| 0781010 | Stary Dębostrów | część wsi |

## Historia

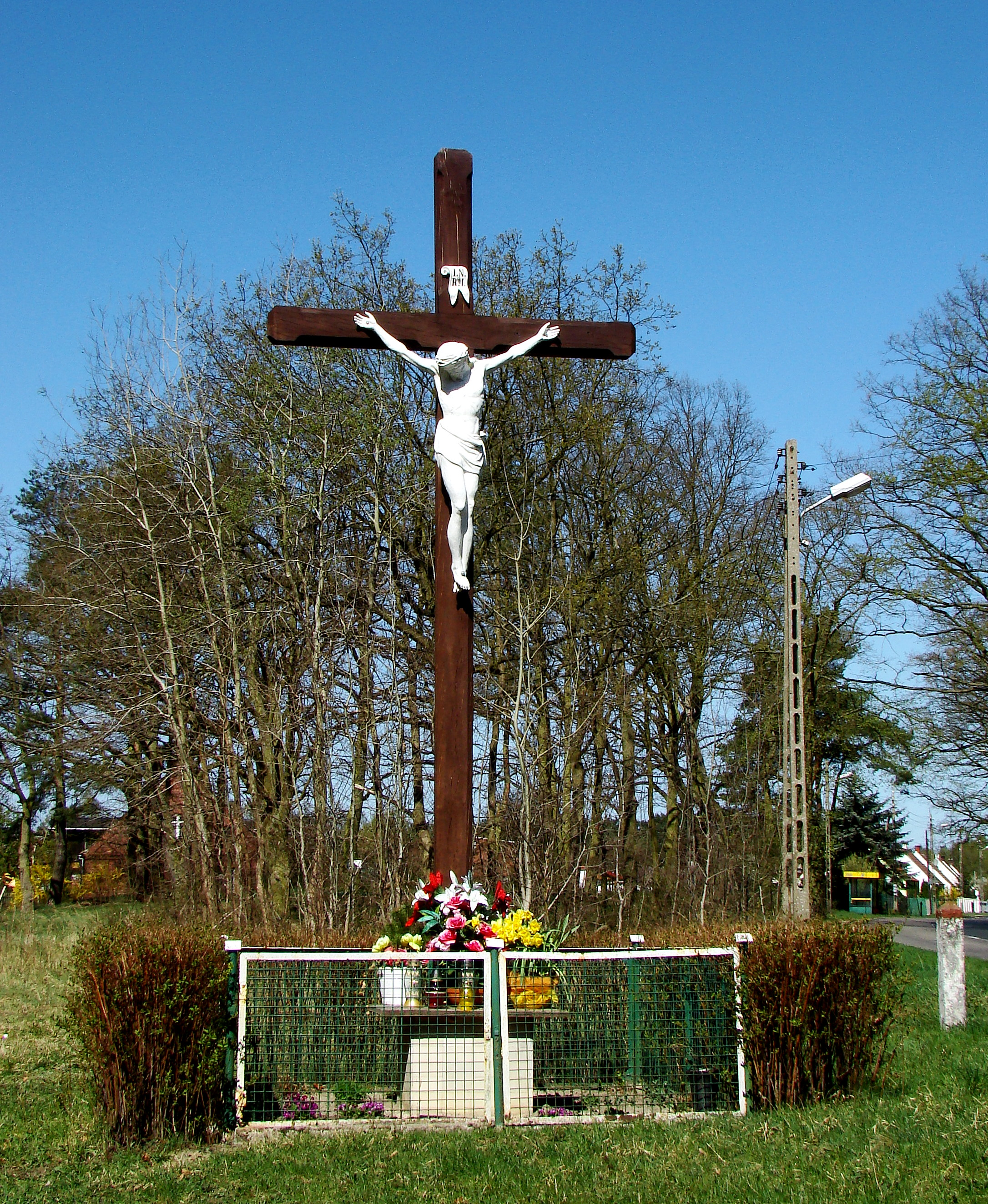
Dębostrów, przydrożny krzyż we wsi

Wieś powstała w 1784 r. jako kolonia rolnicza pobliskiej Jasienicy. Po kongresie wiedeńskim, gdy została zarządzona reorganizacja podziału administracyjnego Król. Prus. Dębostrów znalazł się w powiecie Randow przy samej granicy z powiatem Ueckermünde.
W trakcie II wojny światowej wieś nie ucierpiała, została zajęta 27 kwietnia 1945 r. przez wojska radzieckie (2 Front Białoruski – 2 Armia Uderzeniowa) a we wrześniu 1946 r. została przekazana administracji polskiej po likwidacji tzw. Enklawy Polickiej. Na terenie tej miejscowości są także trzy cmentarze w tym jeden poniemiecki.

### Przynależność polityczno-administracyjna
- 1815–1866: Związek Niemiecki, Królestwo Prus, prowincja Pomorze, rejencja szczecińska, powiat Randow;
- 1866–1871: Związek Północnoniemiecki, Królestwo Prus, prowincja Pomorze, rejencja szczecińska, powiat Randow;
- 1871–1918: Cesarstwo Niemieckie, Królestwo Prus, prowincja Pomorze, rejencja szczecińska, powiat Randow;
- 1919–1933: Rzesza Niemiecka (Republika Weimarska), kraj związkowy Prusy, prowincja Pomorze, rejencja szczecińska, powiat Randow;
- 1933–1945: III Rzesza, prowincja Pomorze, rejencja szczecińska, powiat Randow (do 1939), powiat Uckermünde;
- 1945–1946: Enklawa Policka – obszar podległy Armii Czerwonej;
- 1946–1950: Rzeczpospolita Polska (Polska Ludowa), województwo szczecińskie, powiat szczeciński, gmina Jasienica;
- 1950–1957: Polska Rzeczpospolita Ludowa (Polska Ludowa), województwo szczecińskie, powiat szczeciński, gmina Jasienica (do 1954);
- 1957–1975: Polska Rzeczpospolita Ludowa, województwo szczecińskie, powiat szczeciński, gmina Trzebież (1973–1975);
- 1975–1989: Polska Rzeczpospolita Ludowa, województwo szczecińskie, gmina Police;
- 1989–1998: Rzeczpospolita Polska, województwo szczecińskie, gmina Police;
- 1999–teraz: Rzeczpospolita Polska, województwo zachodniopomorskie, powiat policki, gmina Police[6].

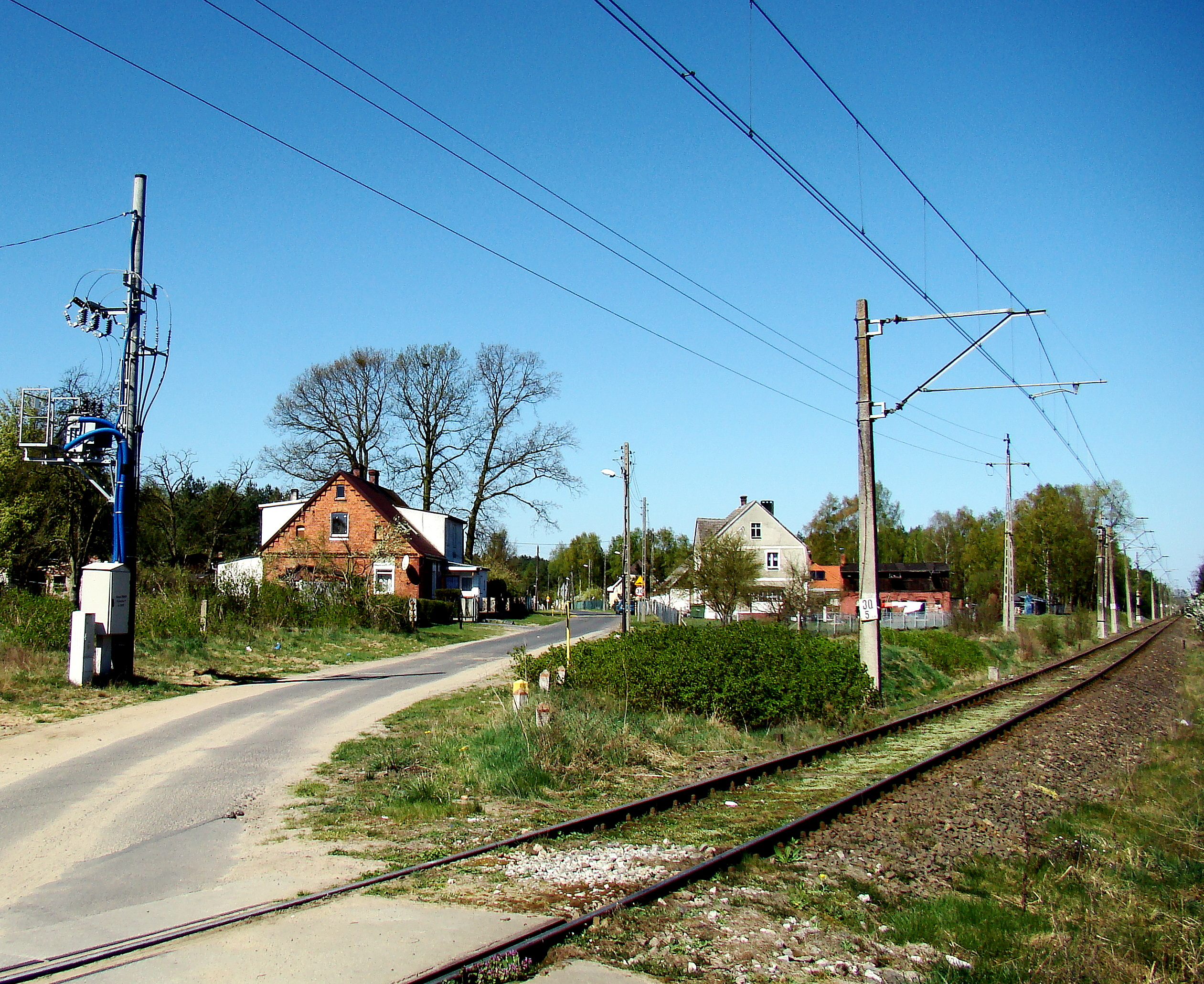
Dębostrów, część zachodnia

### Demografia
- 1862 – 172 mieszk.
- 1939 – 155 mieszk.
- 2001 – 252 mieszk.
- 2019 -  338 mieszk.

## Geografia i turystyka
Nazwa wsi pochodzi najpewniej od istniejącego tu w średniowieczu dębowego mostu (Dębomost), położonego na podmokłych terenach przy dębowym gaju
Wieś w formie ulicówki.
Dojazd ze Szczecina autobusami miejskimi ZDiTM Szczecin z przesiadką na Linię Samorządową na pl. Chrobrego w Policach, z Polic SPPK (linia autobusowa LS – Linia Samorządowa).
Przez wieś prowadzi  Szlak „Puszcza Wkrzańska”.